# Resolució 398 del Consell de Seguretat de les Nacions Unides
La Resolució 398 del Consell de Seguretat de les Nacions Unides, aprovada el 30 de novembre de 1976, va considerar un informe del Secretari General de les Nacions Unides sobre la Força de les Nacions Unides d'Observació de la Separació. El Consell va observar els seus esforços per establir una pau duradora i justa a l'Orient Mitjà però també va expressar la seva preocupació per l'estat de tensió vigent a la zona. La Resolució va decidir demanar a les parts implicades que implementessin de manera immediata la Resolució 338 del Consell de Seguretat de les Nacions Unides, renovés el mandat de la Força d'Observadors durant uns altres 6 mesos fins al 31 de maig de 1977 i va demanar al Secretari General que enviés un informe sobre la situació al final d'aquest període.
La resolució es va aprovar amb 12 vots a cap; Benin, la República Popular de la Xina i Líbia no van participar en la votació.